# Die Solomon Brüder
Die Solomon Brüder (Originaltitel: The Brothers Solomon) ist ein US-amerikanischer Film aus dem Jahr 2007. Er wurde von TriStar Pictures produziert.

## Handlung
Die beiden in Alaska lebenden Brüder John und Dean wollen ihrem kranken Vater den Wunsch erfüllen, ein Enkelkind zu haben. Sie finden Janine, mit der sie die nächsten neun Monate verbringen.

## Hintergrund
Die Produktionskosten betrugen 10 Millionen US-Dollar.

## Rezeption
Der Film kam am 7. September 2007 in die US-amerikanischen Kinos. Das weltweite Einspielergebnis betrug nur etwas über eine Million US-Dollar, davon 900.000 US-Dollar in den USA.
Der Film erhielt überwiegend schlechte Kritiken. Das Lexikon des Internationalen Films urteilt: „Höchst verdrießliche Komödie ohne treffsichere Gags, die den vermeintlichen Witz ihrer Geschichte lediglich behauptet.“